# Ревуца (район)
Район Ревуца (словац. Okres Revúca) — район Словакии. Находится в Банскобистрицком крае.

## Население
| Год:                | 1994   | 2004    | 2014    | 2024    |
| ------------------- | ------ | ------- | ------- | ------- |
| Количество человек: | 40 982 | 40 699  | 40 205  | 37 676  |
| Разница:            |        | −0,69 % | −1,21 % | −6,29 % |

### Статистические данные (2001)
Национальный состав:
- Словаки — 69,4 %
- Венгры — 22,0 %
- Цыгане — 6,8 %
- Чехи — 0,6 %

Конфессиональный состав:
- Католики — 43,1 %
- Лютеране — 18,4 %
- Реформаты — 6,6 %
- Свидетели Иеговы — 1,5 %
- Греко-католики — 1,0 %

## Экономика
В муниципалитете Любеник расположено предприятие группы Магнезит.